# Бурачовка
Бурачо́вка (Борачёвка, Брачово, Борачово) — деревня в Выгоничском районе Брянской области, в составе Лопушского сельского поселения. Расположена в 2 км к юго-западу от пгт Выгоничи. Население — 186 человек (2010).
Железнодорожная платформа («39 км») на линии Брянск—Гомель.

## История
Впервые упоминается в «Литовской метрике» под 1498 годом как «сельцо Брачово». Первоначально относилась к Брянскому уезду; бывшее владение Московского Вознесенского монастыря. Входила в приход села Козловки.
С последней четверти XVIII века до 1922 года в Трубчевском уезде (с 1861 — в составе Красносельской волости, с 1918 в Крестовской волости). В 1922—1929 в Выгоничской волости Бежицкого уезда; с 1929 в Выгоничском районе, а в период его временного расформирования — в Брянском (1932—1939, 1965—1977), Почепском (1963—1965) районе.
До 1930-х гг. — центр Бурачовского сельсовета; в 1959—1960 гг. входила в Выгоничский сельсовет.